# Anna Doś
Anna Doś – polska ekonomistka, doktor habilitowany nauk społecznych, profesor na Uniwersytecie Ekonomicznym w Katowicach, specjalistka od finansów.

## Kariera naukowa
W 2004 roku na Akademii Ekonomicznej im. Karola Adamieckiego w Katowicach uzyskała tytuł magistra finansów i bankowości. W tym samym roku została zatrudniona na tejże uczelni, a w 2010 roku na jej Wydziale Finansów i Ubezpieczeń uzyskała stopień doktora nauk ekonomicznych na podstawie rozprawy pt. Ryzyko ekologiczne przedsiębiostw na rynku ubezpieczeń majątkowych, której promotorem była Krystyna Znaniecka. W 2022 roku ta sama uczelnia nadała jej stopień doktora habilitowanego nauk społecznych na podstawie pracy pt. Czynniki społecznej odpowiedzialności przedsiębiorstw – ujęcie systemowe.